# بين العصر والمغرب (أغنية)
بين العصر والمغرب هي أغنية عراقية تعود للعام 1971. تعتبر «أغنية بين العصر والمغرب» أحد الأغاني التي لاقت شعبية كبيرة في الشرق الأوسط. وتعود هذه الأغنية في أصلها إلى الفلكلور العراقي، حيث تعود هذه الأغنية إلى الفنان العراقي رضا عبد الكريم المعرف أيضا برضا الخياط وهو نفسه صاحب أغنية جنة يا وطنا 1977 والتي لاقت شعبية أيضا في الشرق الأوسط، وله العديد من الأعمال الناجحة. وسجلت الأغنية لتلفزيون العراق في الثمانينات سنة 1980، وعموما قام العديد من المطربين بعد ذلك بغنائها من بعده ومنهم الفنانة اللبنانية سميرة توفيق المعروفة بمطربة البادية، والفنان أسعد جابر والفنان ماجد المهندس وغيرهم من الفنانين.

## كلمات الأغنية
يقول رضا الخياط في أغنيته الشهيرة «بين العصر والمغرب» باللهجة العراقية:
- عيدو يالحباب عيدو
- يابه
- مادام عاد الزين عيدو
- يابه
- هل صرنه أصحاب ونجمع شمل اثنين عيدو
- يابه يابه يابه
- بين العصر والمغرب مرت لمت خياله
- وعرفته فرس وليفي لنها شكره ومياله
- فل القصيبه وليفي هيل وعطر تتفاوح
- والقذله لو ميله ويه الجفن تتمازح
- هذا الهوى من عدهم يحمل طيوب أحبابي
- والقلب ما ينساهم والعشق مو جذابي
- طير الكطه سلملي عللي مشه وخلاني
- قله ما أحبن غيرك ولشوفتك متاني

## معلومات عن الأغنية
| المغني أو صاحبها | نوع الأغنية | ألحان       | كلمات     | سنة الإنتاج |
| ---------------- | ----------- | ----------- | --------- | ----------- |
| رضا الخياط       | عراقية      | جعفر الخفاف | سعيد صبحي | 1971        |

## وصلات خارجية
نسخة قديمة جدا للأغنية للفنان رضا الخياط على يوتيوب